# Aspicot et ses évolutions
Aspicot (ビードル, Beedle, dans les versions originales en japonais) et ses deux évolutions, Coconfort (コクーン, Cocoon) et Dardargnan (スピアー, Spear), sont trois espèces de Pokémon de première génération.
Issus de la célèbre franchise de médias créée par Satoshi Tajiri, ils apparaissent dans une collection de jeux vidéo et de cartes, dans une série d'animation, plusieurs films, et d'autres produits dérivés, ils sont imaginés par l'équipe de Game Freak et dessinés par Ken Sugimori. Leur première apparition a lieu au Japon en 1996, dans les jeux vidéo Pokémon Vert et Pokémon Rouge. Ils sont tous les trois du double type insecte et poison et occupent respectivement les 13e, 14e, 15e emplacements du Pokédex, l'encyclopédie fictive recensant les différentes espèces de Pokémon.
Depuis la sixième génération, Dardargnan peut méga-évoluer en Méga-Dardargnan.

## Création

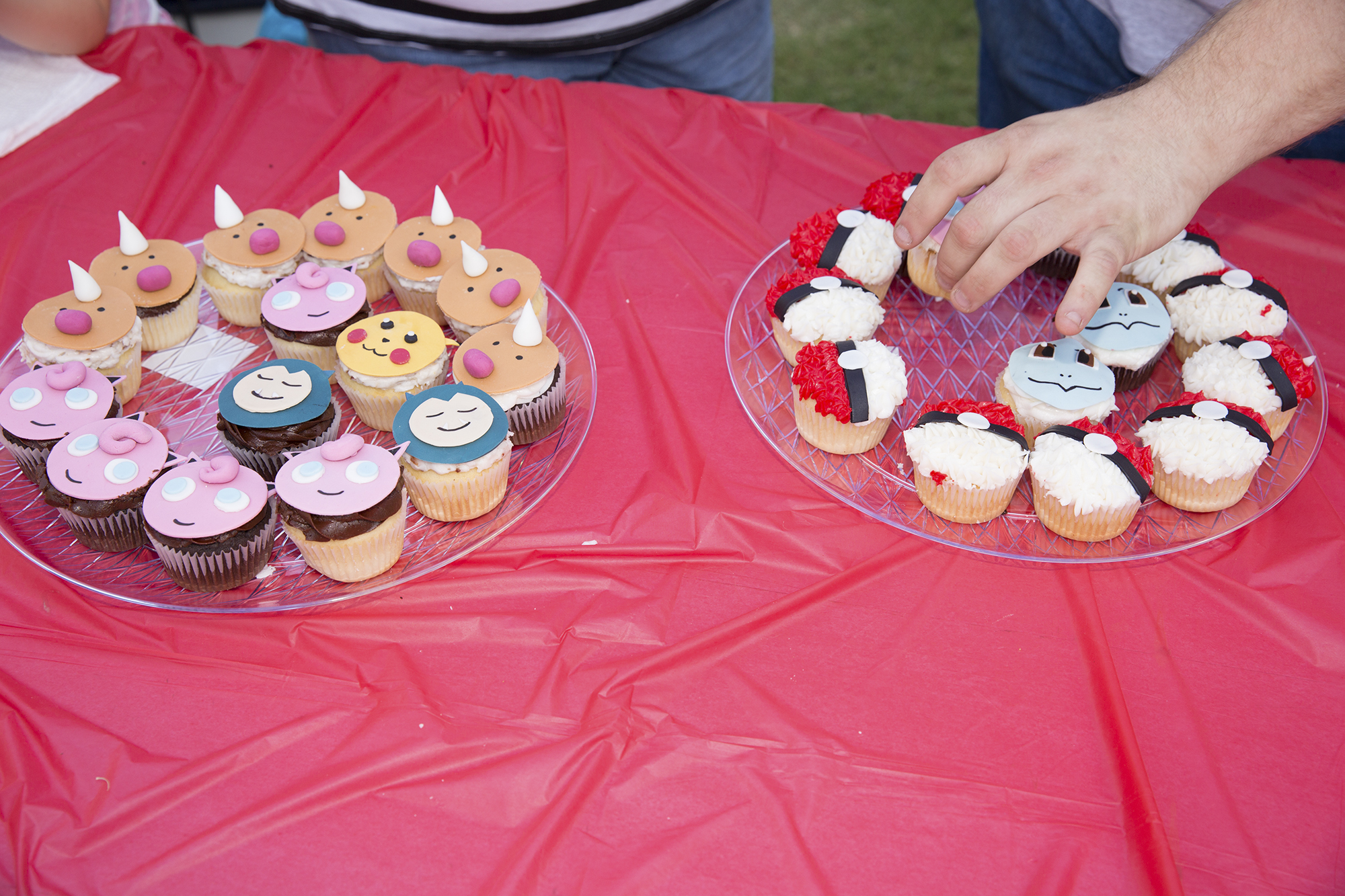
Cupcakes garnis d'une tête d'Aspicot (en haut à gauche) lors d'un évènement Pokémon Go de 2016 à Dallas, au Texas.

La franchise Pokémon, développée par Game Freak pour Nintendo et introduite au Japon en 1996, tourne autour du concept de capture et d'entraînement de 150 espèces de créatures appelées Pokémon, afin de les utiliser pour combattre des Pokémon sauvages et ceux d'autres dresseurs Pokémon, qu'il s'agisse de personnages non-joueurs ou d'autres joueurs humains. La puissance des Pokémon au combat est déterminée par leurs statistiques d'attaque, de défense et de vitesse et ils peuvent apprendre de nouvelles capacités en accumulant des points d'expérience ou si leur dresseur leur donne certains objets.

### Conception graphique
La conception d'Aspicot, de Coconfort et de Dardargnan est le fait, comme pour la plupart des Pokémon, de l'équipe chargée du développement des personnages au sein du studio Game Freak. Leur apparence est finalisée par Ken Sugimori pour la première génération des jeux Pokémon, Pokémon Rouge et Pokémon Vert, sortis du Japon sous les titres de Pokémon Rouge et Pokémon Bleu,.

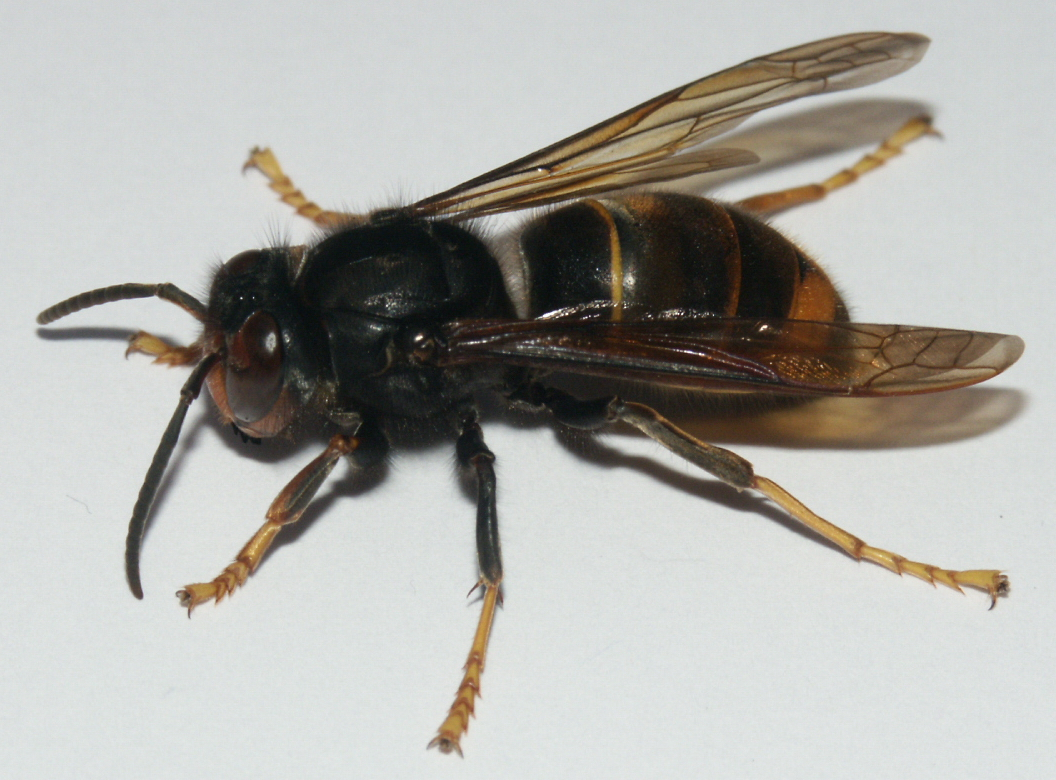
Dardargnan a sûrement été inspiré du frelon asiatique.

Nintendo et Game Freak n'ont pas évoqué les sources d'inspiration de ces Pokémon. Néanmoins, certains fans avancent que la famille d'Aspicot est basé sur la famille des Vespidae et plus précisément l'espèce du frelon asiatique. En effet, Aspicot ressemble à sa larve, Coconfort à sa nymphe, et Dardargnan à un frelon asiatiqueadulte.

### Étymologie
Aspicot, Coconfort et Dardargnan sont initialement nommés Beedle (ビードル, Bîdoru), Cocoon (コクーン, Kokûn) et Spear (スピアー, Supiā) en japonais. Ces noms sont ensuite adaptés dans trois langues lors de la parution des jeux en Occident : anglais, français et allemand ; le nom anglais est utilisé dans les autres traductions du jeu.
Nintendo choisit de donner aux Pokémon des noms « astucieux et descriptifs », liés à l'apparence ou aux pouvoirs des créatures, lors de la traduction des jeux ; il s'agit d'un moyen de rendre les personnages plus compréhensibles pour les enfants, notamment américains. Breedle est renommé « Weedle » en anglais, « Hornliu » en allemand et « Aspicot » en français ; Cocoon devient « Kakuna » en anglais, « Kokuna » en allemand et « Coconfort » en français et Spear s'appelle « Beedrill » en anglais, « Bibor » en allemand et « Dardargnan » en français. Selon IGN, Weedle et Beedrill sont des mots-valises. Le premier est composé des mots « needle » (aiguille en français) et « weed » (adventice ou faible), le second de « bee » (abeille) et « drill » (perceuse). Kakuna tire simplement son nom de la phonétique du mot « cocoon » (cocon). Les noms français sont tous des mots-valises. Pour Aspicot, pour les fans, deux décompositions sont possibles : « asticot » et « picot » ou « aspic » et « asticot ». Pour les deux autres Pokémon, respectivement les noms sont composés des mots « cocon » et « fort », puis de « dard » et « d'Artagnan ».
Les noms anglais Kakuna et Beedrill devaient s'appeler, respectivement à l'origine, avant que Nintendo décide de changer leur nom, Kokoon et Beedril,.

## Description
Ces trois Pokémon sont les évolutions les uns des autres : Aspicot évolue en Coconfort puis en Dardargnan. Dans les jeux vidéo, ces évolutions surviennent en atteignant respectivement le niveau 7 et le niveau 10,. Pour évoluer en Dardargnan, Aspicot est d'abord obligé d'évoluer en Coconfort.
Comme pratiquement tous les Pokémon, ils ne peuvent pas parler : lors de leurs apparitions dans les jeux vidéo tout comme dans la série d'animation, ils sont seulement capables de communiquer verbalement en répétant les syllabes de leur nom d'espèce en utilisant différents accents, différentes tonalités, et en rajoutant du langage corporel.

### Aspicot
Aspicot est généralement trouvé dans les forêts et les prairies, en train de manger des feuilles. Il se protège de ses prédateurs grâce à son dard pointu sur sa tête qui sécrète un puissant poison, et grâce à un autre dard sur son postérieur. En reniflant avec son nez rosâtre, Aspicot utilise son sens très précis de l'odorat pour trouver les types de feuilles qu'il préfère, évitant celles qu'il n'aime pas.
Dans toutes les versions, Aspicot possède un grand dard sur le sommet de sa tête, ainsi qu'un nez rosâtre. L'aiguillon qu'il porte sur sa tête contient un venin très toxique.

### Coconfort
Coconfort est le stade chrysalide de la lignée d'évolution d'Aspicot. Son corps entier, mis à part ses yeux noirs, est couvert d'une carapace jaune qui se durcit pour le protéger. À l'intérieur, il se prépare activement pour son évolution dans sa forme finale, Dardargnan, de la même façon que Chrysacier se prépare pour évoluer en Papilusion. Mais contrairement à Chrysacier, ce processus lui demande beaucoup plus d'énergie, ce qui rend sa carapace plus chaude au toucher. À l'état sauvage, Coconfort est souvent trouvé dans un arbre ou près d'un arbre, et à cause de sa mobilité réduite, certaines personnes le confondent avec un Pokémon mort. Approcher un Coconfort sauvage pourrait s'avérer extrêmement dangereux, car il peut toujours sortir son dard empoisonné pour se protéger des menaces potentielles. En cas de danger il peut se défendre en durcissant sa carapace.

### Dardargnan
Dardargnan ressemble à un énorme frelon (probablement inspiré du frelon asiatique, natif du Japon) avec quatre membres (au lieu de six, comme les insectes réels). Il a une paire de grands dards pointus au bout de ses « bras », et un abdomen rayé jaune et noir avec un dard tout aussi imposant au bout. Les Dardargnan sont connus pour leur miel qu'ils font grâce au pollen qu'ils cultivent. Les nids de Dardargnan sont souvent attaqués par les Ursaring à cause de ce précieux miel.

## Apparitions

### Jeux vidéo
Aspicot, Coconfort et Dardargnan apparaissent dans la série de jeux vidéo Pokémon. D'abord en japonais, puis traduits en plusieurs autres langues, ces jeux ont été vendus à près de 200 millions d'exemplaires à travers le monde. Ils font leur première apparition dans les jeux japonais Pocket Monsters Aka (ポケットモンスター 赤, Poketto Monsutā Aka, Pocket Monsters Rouge) et Pocket Monsters Midori (ポケットモンスター 緑, Poketto Monsutā Midori, Pocket Monsters Vert) (remplacé dans les autres pays par la version Bleue). Depuis la première édition de ces jeux, Aspicot, Coconfort et Dardargnan sont réapparus dans les versions or, argent, cristal, vert feuille, rouge feu, perle, diamant, platine, et noir 2.
Il est possible d'avoir un œuf d'Aspicot en faisant se reproduire deux Pokémon dont au moins un Aspicot, un Coconfort ou un Dardargnan  femelle. Cet œuf éclot après 3 840 pas, et un Aspicot de niveau 5 en sort. Aspicot, Coconfort et Dardargnan appartiennent aux groupes d'œuf insecte mais n'ont pas les mêmes capacités. Aspicot a les capacités « Écran poudre » et « Fuite » ; Coconfort, « Mue » et Dardargnan, « Essaim » et « Sniper ».
Coconfort apparaît aussi dans les jeux Pokémon Snap et Pokémon Stadium dans le mini-jeu « Armure en béton » en compagnie de Chrysacier. Dardargnan apparaît aussi dans le jeu Super Smash Bros., émergeant parfois de Poké Balls et lançant une attaque massive de Dardargnan sur les adversaires du lanceur de la balle.

### Série télévisée et films
La série télévisée Pokémon ainsi que les films sont des aventures séparées de la plupart des autres versions de Pokémon et mettent en scène Sacha en tant que personnage principal. Sacha et ses compagnons voyagent à travers le monde Pokémon en combattant d'autres dresseurs Pokémon. Aspicot, Coconfort et Dardargnan apparaissent pour la première fois lors du quatrième épisode Le Défi du Samouraï,.
Un autre Aspicot et un autre Dardargnan apparaissent dans l'épisode Le Concours, pendant le concours de capture d'insectes à Johto. Sacha et son Pikachu aperçoivent un Aspicot sauvage, mais un autre personnage, Cathie, capture le Pokémon avant que Sacha n'ait pu lancer sa Poké Ball. Sacha remporte le premier prix du concours avec un Dardargnan, mais le donne à Cathie,.